# Дом творчества писателей имени А. П. Чехова
Дом творчества писателей им А. П. Чехова — пансионат Литературного фонда при Союзе писателей СССР. Организован в 1934 году в городе Ялта в бывшей имении московского фабриканта барона А. М. Эрлангера. Место работы крупных литераторов и создания многих значимых произведений советской литературы. В украинское время был приватизирован и ныне служит коммерческим пансионатом.

## История
«Мельничный король», фабрикант мукомольного оборудования барон Антон Максимович Эрлангер много пожертвовал на благотворительность в Ялте. На его средства был построен костел на Пушкинском бульваре. На холме Дарсан он приобрел большой участок земли, на котором был разбит ныне существующий парк.
Национализированное поместье использовалось в 1930-е годы как детский дом. Дом творчества писателей им. А. П. Чехова Литературного фонда СССР организован в 1934 году на территории бывшего имения Эрлангера в Ялте в небольшом двухэтажном здании, расположенном рядом с главным домом. В годы войны все здания за исключением нынешнего административного корпуса были разрушены. В послевоенные годы возведены новые корпуса.
В Доме творчества отдыхали многие видные советские и зарубежные писатели. В 1934 году после открытия сюда приехал А. П. Гайдар. В Ялте у него родился замысел рассказа «Голубая чашка». Весной 1937 года А. П. Гайдар писал здесь повесть о гражданской войне «Семен Бумбараш», а в 1939 году — сценарий «Судьба барабанщика» по одноимённой повести. В довоенные годы тут писали И. П. Уткин, Е. П. Петров, В. Г. Финк, С. В. Диковский, К. А. Тренев, Н. Е. Вирта, Н. Н. Асеев, Ю. Н. Тынянов, А. Т. Твардовский, А. С. Макаренко, А. Г. Малышкин. В 1940 году заведению было присвоено имя А. П. Чехова, в честь 80-летия со дня рождения писателя, чья биография прочно связана с Ялтой.

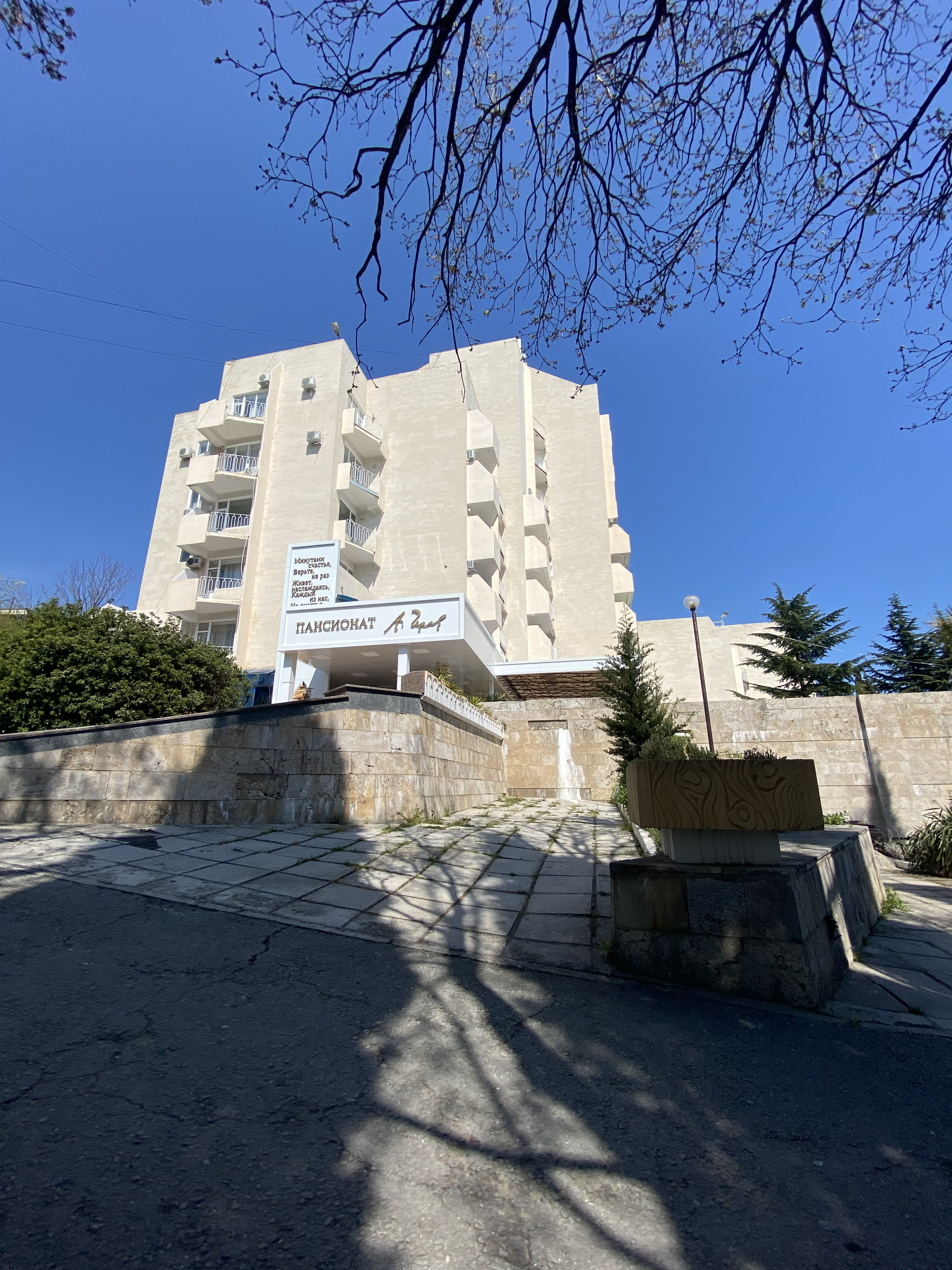
Главный корпус

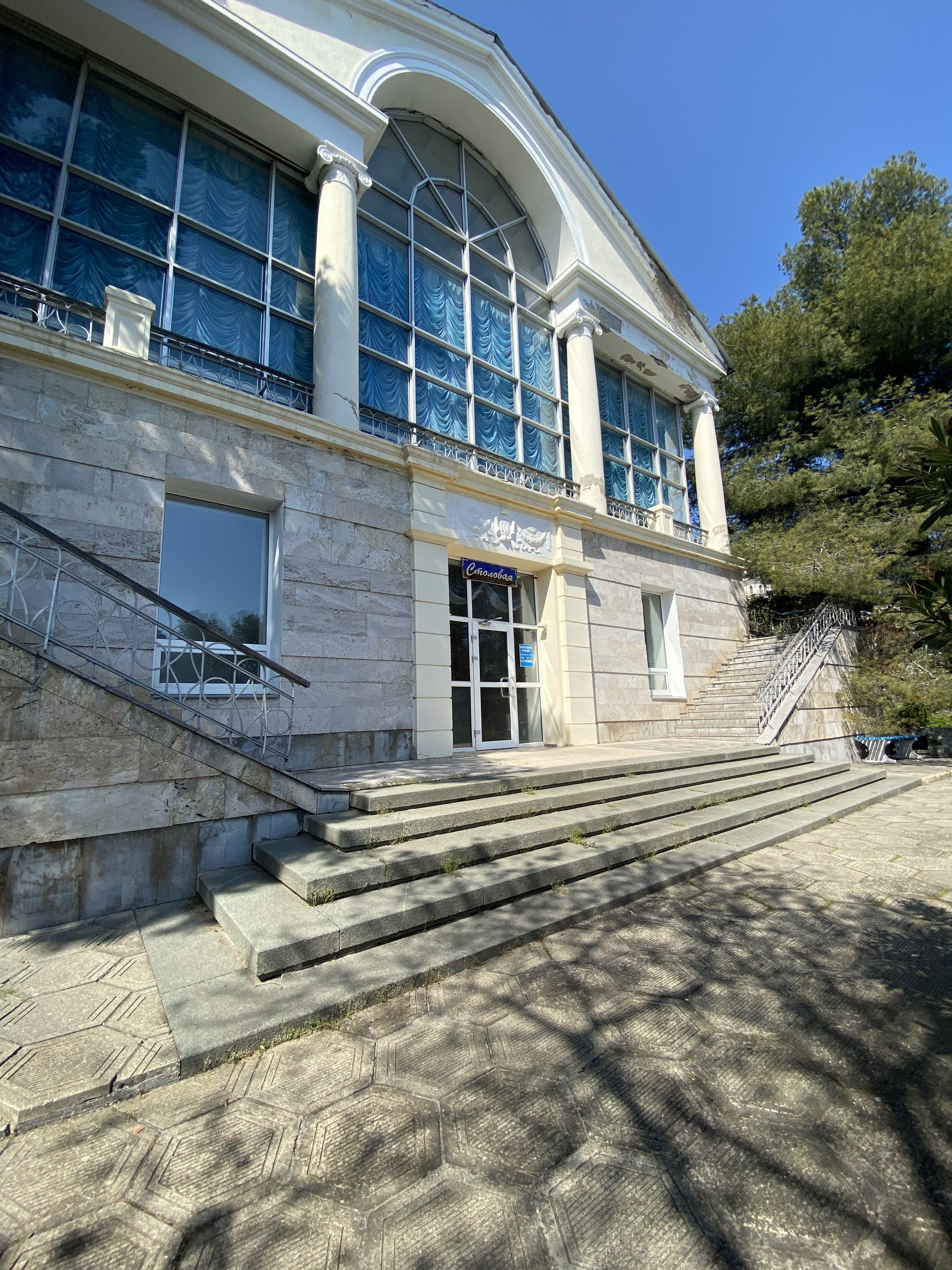
Клуб-столовая, архитекторы И. Г. Татиев и О. К. Быстрова, 1956 год,

Часто бывал в Ялте К. Г. Паустовский. В разное время он работал тут над такими произведениями, как «Доблесть», «Созвездие Гончих Псов», «Потерянный день», «Черное море», «Исаак Левитан», «Парусный мастер». Здесь создавались трилогия «Повесть о жизни» и поэма «Золотая роза». Гостем Дома творчества был С. Я. Маршак. В 1904 году но ходатайству М. Горького Маршака приняли в пятый класс Ялтинской мужской гимназии. Плату за его обучение вносил Ф. И. Шаляпин. Жил Маршак в семье Горького. До конца жизни Маршак любил бывать в Ялте, много работал, встречался с ялтинцами и гостями города-курорта.
Крым и Ялта вошли в творческую биографию писателя С. С. Смирнова. В Ялте он работал над книгой «В самой далекой стране» (о чилийской поездке 1968 года), писал сценарий фильма «Город под липами» (1971), посвященного обороне Лиепаи 1941 года. Поэт М. А. Светлов работал здесь над стихами, вошедшими в его посмертную книгу «Охотничий домик», удостоенную Ленинской премии (1967).М. С. Шагинян в Доме творчества были написаны две книги из тетралогии «Семья Ульяновых» — роман-хроника «Первая Всероссийская» (1964—1965) и «Четыре урока у Ленина» (1968). Над Ленинианой работал и С. В. Сартаков. Здесь им написана большая часть романа «А ты гори, звезда…» (страницы его, посвященные Л. П. Радину, непосредственно относятся к Ялте), романы «Философский камень», «Свинцовый монумент», сборник рассказов о В. И. Ленине.
Имя поэта Владимира Луговского носит скала на территории Дома творчества, которой посвящены строки его стихотворения «Журавлиная ночь». По его завещанию тут замуровано и его сердце. Скала стала своеобразным памятником Луговскому, в 1960 году там был установлен барельеф поэта (скульптор А. А. Миронов, в 1990-е украден). Луговской через всю жизнь пронес привязанность к Ялте, куда с 1923 года приезжал почти ежегодно. Крымскими мотивами полны его стихотворения: «Шторм», «Прощание с юностью», «Черноморская эскадра в Ялте», «Перекоп», «Белая вишня», «Вечер», «Санаторная ночь», «Симеиз», «Остролистник», «Ночь весны», поэмы, вошедшие в сборники «Солнцеворот», «Синяя весна», в книгу поэм «Середина века» («Эфемера» и «Юность» — целиком крымские поэмы). Луговской любил работать в Доме творчества. Умер он в ялтинской гостинице «Южная» 5 июня 1957 года.
Почти ежегодно бывал и работал поэт Михаил Дудин. Поэт Андрей Вознесенский завершил тут работу над сборником стихов «Ахиллесово сердце». В Ялте он познакомился с врачом М. Г. Эсси-Эзингом, руководившим в годы Великой Отечественной войны подпольным госпиталем, и посвятил ему поэму «Доктор Осень». В разное время тут бывали, жили и работали многие другие известные писатели, поэты, драматурги, критики и переводчики, среди которых: В. Каверин, В. Шкловский, А. Новиков-Прибой, Г. Серебрякова, О. Форш, Ю. Лебединский, М. Рыльский, Б. Лавренёв, М. Матусовский, В. Панова, В. Солоухин, Б. Ахмадулина, И. Абашидзе, Б. Окуджава, С. Чиковани, К. Симонов, М. Алигер, Н. Рыбак, Н. Доризо, Ю. Друнина, В. Собко<.
В Доме творчества ежегодно проводились Всесоюзные семинары драматургов. На них опытом с молодыми делились маститые В. Розов, А. Арбузов (писал в Ялте пьесу «Таня»), М. Рощин, С. Алешин, А. Штейн, Л. Зорин, создавший здесь пьесу «Варшавская мелодия».
Приезжали в Дом творчества и зарубежные гости, в основном левых взглядов и лояльные СССР. В послевоенные годы тут гостили Митчел Уилсон, Джон Пристли, Эрвин Штритматтер, Иоганнес Бехер, Джанни Родари, лауреаты Международной Ленинской премии за укрепление мира между народами английский писатель Джеймс Олдридж и чилийский поэт Пабло Неруда. В мае 1960 года он провел в Доме творчества две недели, работая с переводчиком Овадием Савичем над книгой «Два года в Испании». В книге отзывов запись Неруды: «Надолго запомнится мне этот сияющий дом писателей в Ялте, полный света и вдохновения».

## Описание
В настоящее время комплекс используется как коммерческий пансионат. Осенью 2016 года при подготовке к включению в реестр ОКН его посетил с рабочей поездкой мэр Ялты Андрей Ростенко.
Комплекс находится по адресу Ялта, ул. Генерала Манагарова, 7. Главным корпусом является 9-этажное здание, с номерным фондом из 75 номеров различных категорий построенное в 1989 году и реконструированное в 2006. Историческую ценность имеет административный корпус, постройки начала 20 века, жилой корпус и двухэтажная клуб-столовая, 1956 года постройки, оба по проекту архитекторов И. Г. Татиева и О. К. Быстровой, «КрымНИИПроект» («Гипроград»). Комплекс находится в парковой зоне.
Комплекс строений Дома творчества писателей имени А. П. Чехова с 20 декабря 2016 года является объектом культурного наследия регионального значения.